# Шёневерк, Александр
Пьер-Александр Шёневерк (фр. Pierre-Alexandre Schoenewerk; 18 февраля 1820[…], Париж — 22 июля 1885, XV округ Парижа) — французский скульптор, представитель академизма.

## Биография

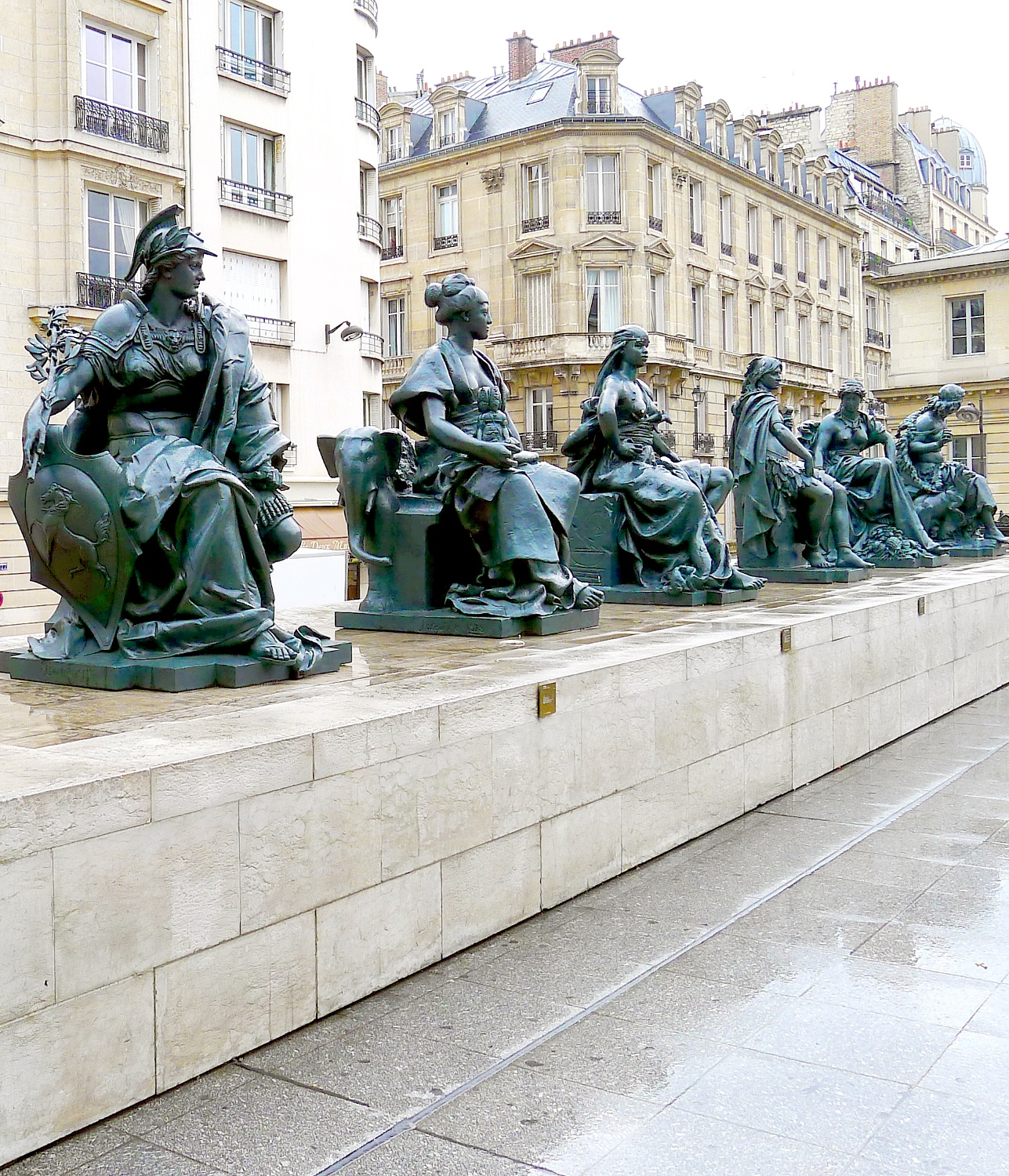
Аллегории шести континентов, созаднные разными скульпторами, которые первоначально украшали дворец Трокадеро, во дворе музея Орсе. «Европа» Шёневерка — крайняя слева.

Родился в 1820 году в Париже. Был учеником Давида д’Анже. При жизни пользовался широким признанием: в частности для Всемирной выставки 1878 года в Париже ему была заказана скульптура «Европа», одна из скульптурных аллегорий шести континентов, заказанных разным скульпторам, которые первоначально украшали дворец Трокадеро. Сегодня скульптура «Европа» Шёневерка, вместе с пятью другими аллегориями континентов, находится во дворе музея Орсе. Скульптура «Вакханка» украшает дворовый фасад Лувра. Для вестибюля Парижской оперы Шёневерк выполнил мраморную статую композитора Жана-Батиста Люлли.
Однако в поздние годы Шёневерк, чьи работы считались слишком консервативными по манере исполнения, сталкивался и с критикой, которую крайне болезненно переживал. В 1872 году полная динамики и изящества скульптура Шёневерка, представленная на ежегодном Парижском салоне, была раскритикована в печати Эмилем Золя. В 1885 году такой же разгромной и несправедливой критике подверглась его скульптура «Саломея», после чего скульптор совершил самоубийство, выбросившись из окна.
Его скульптуры до сих пор украшают целый ряд французских музеев, демонстрируя зрителям высочайший и, вероятно, утраченный ныне уровень мастерства.

## Отзывы современников
В тот день, когда я у Тургенева встретил Ожье, он (Ожье) рассказал нам, что у него был спор со скульптором, высекавшим его бюст (кажется, это был Шёневерк); скульптор хотел во что бы то ни стало сохранить в мраморе большую бородавку, которая была у Ожье возле глаза, у самого носа. «А что мне сходство, — возражал Ожье своим резким голосом, — я хочу, чтобы он сделал меня красивее!». И Ожье сыпал самыми тонкими остротами в адрес художников, желавших подражать природе вместо того, чтобы истолковывать её.

«Взгляните, — говорил он нам, — на бюст Ротру в фойе Комеди Франсез. Когда его заказали знаменитому Каффиери, почти через сто лет после смерти Ротру, тот не располагал никакими данными о внешности драматурга. Что же он сделал? Он встретил на улице великолепного грузчика, сговорился с ним, тот ему позировал; и с этой-то модели был высечен бюст, являющийся шедевром. Признайтесь, — прибавил Ожье в виде заключения, — что если Ротру и не был похож на этот бюст, что вполне вероятно, ну что ж! Тем хуже для Ротру!»— Батист Фори. Воспоминания о Тургеневе.

## Галерея

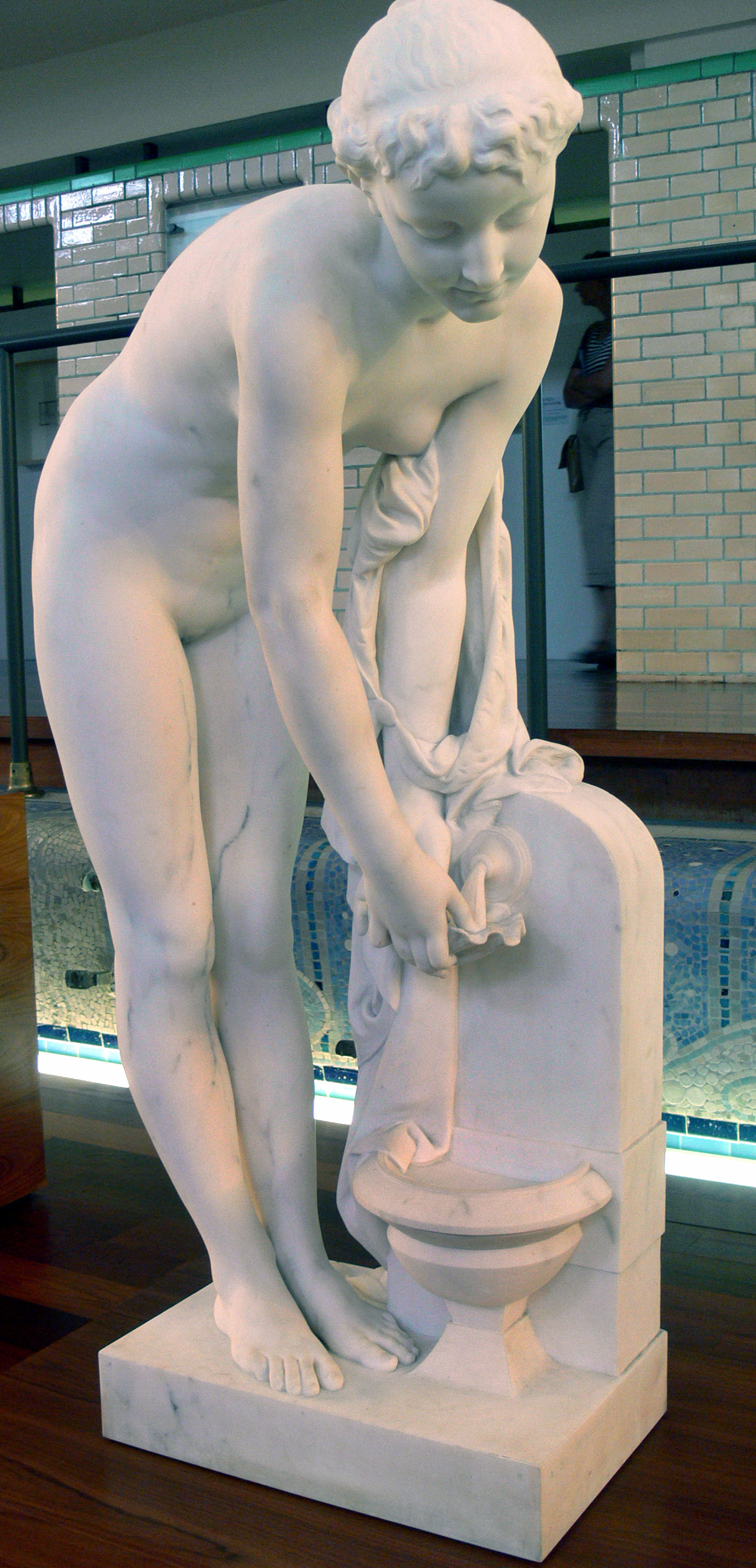
Юная девушка у фонтана. Музей Пишине.
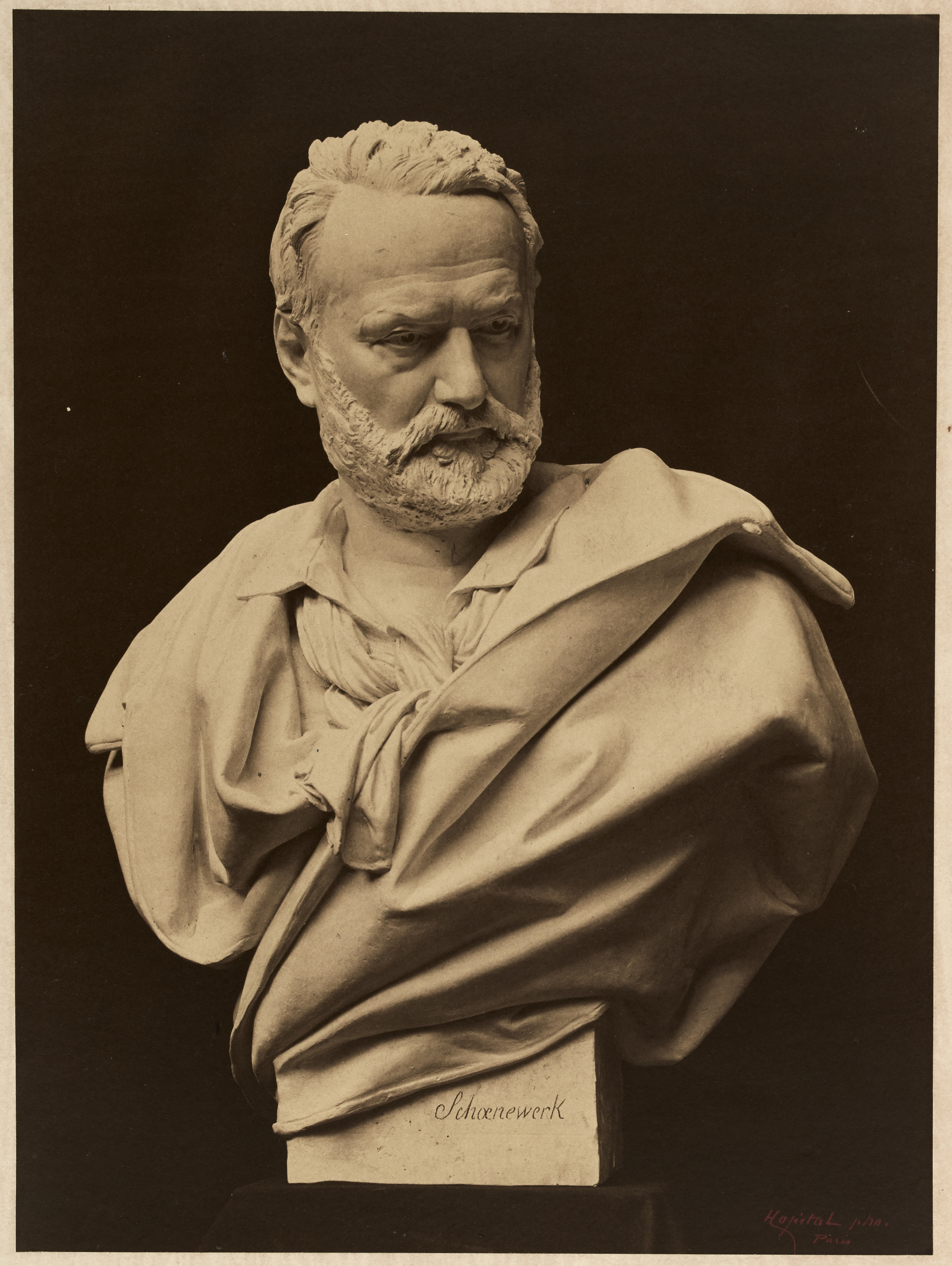
Бюст Виктора Гюго.
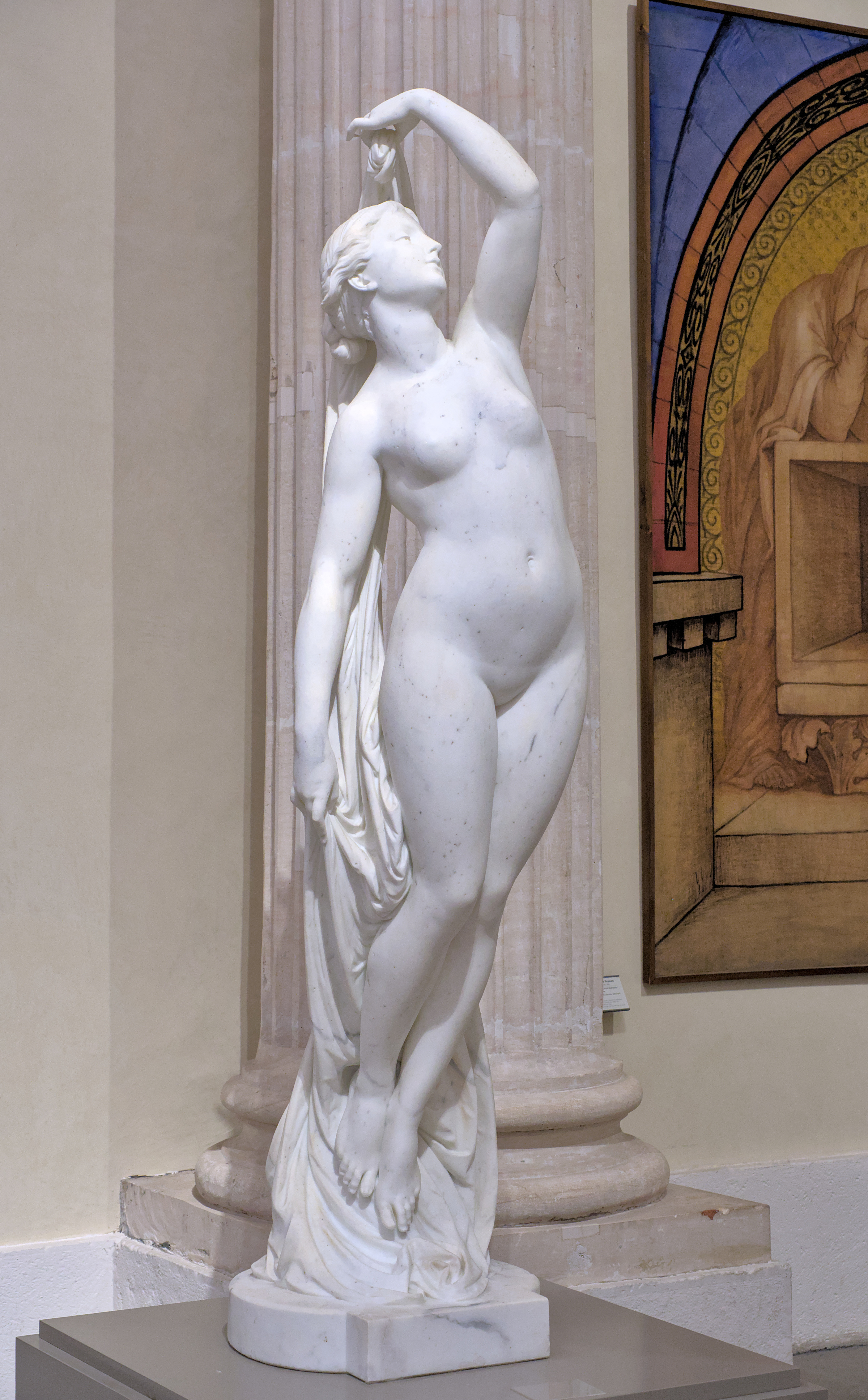
Аврора. Музей изящных искусств Лиона.
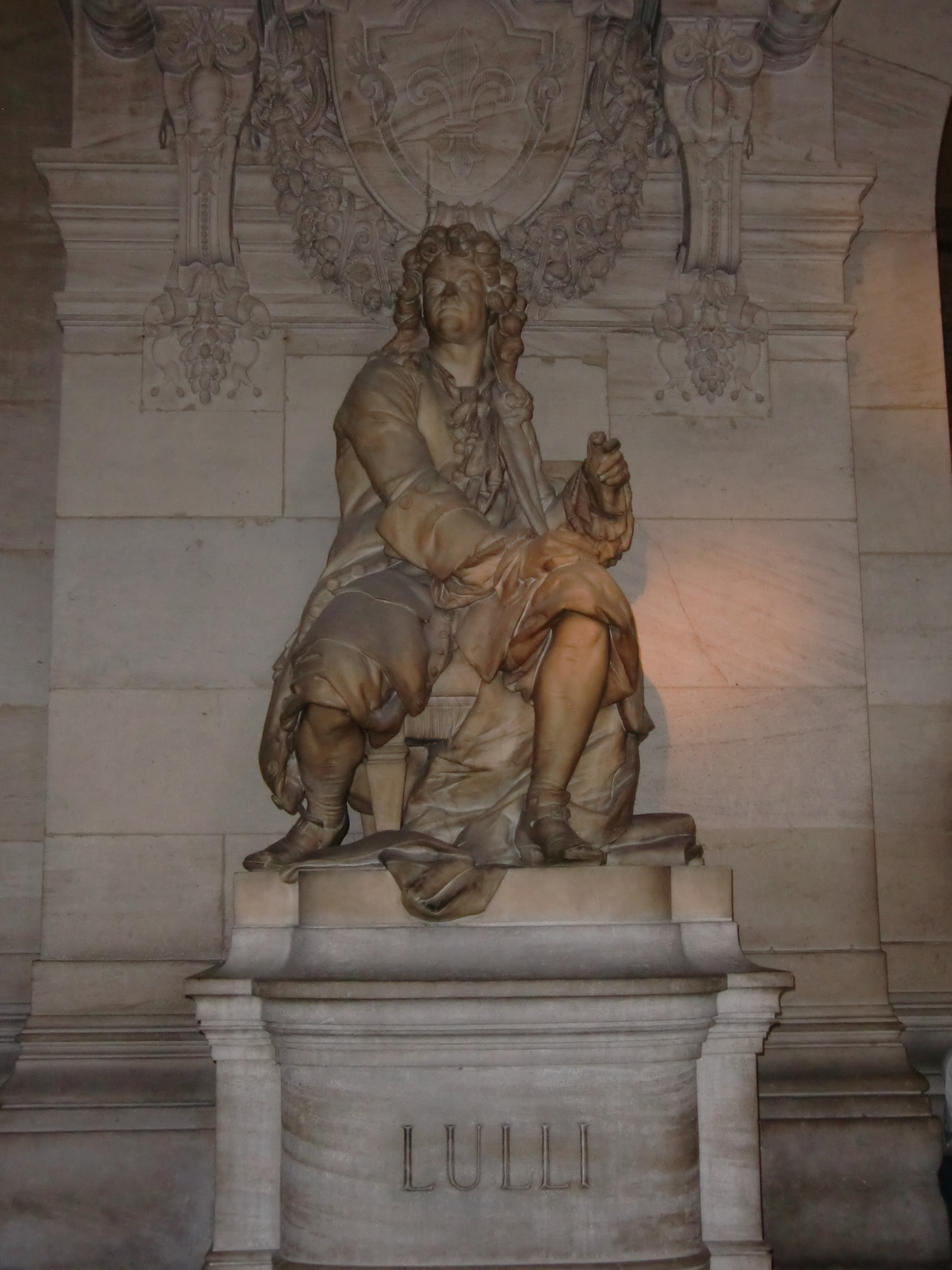
Статуя Жана-Батиста Люлли. Парижская опера.
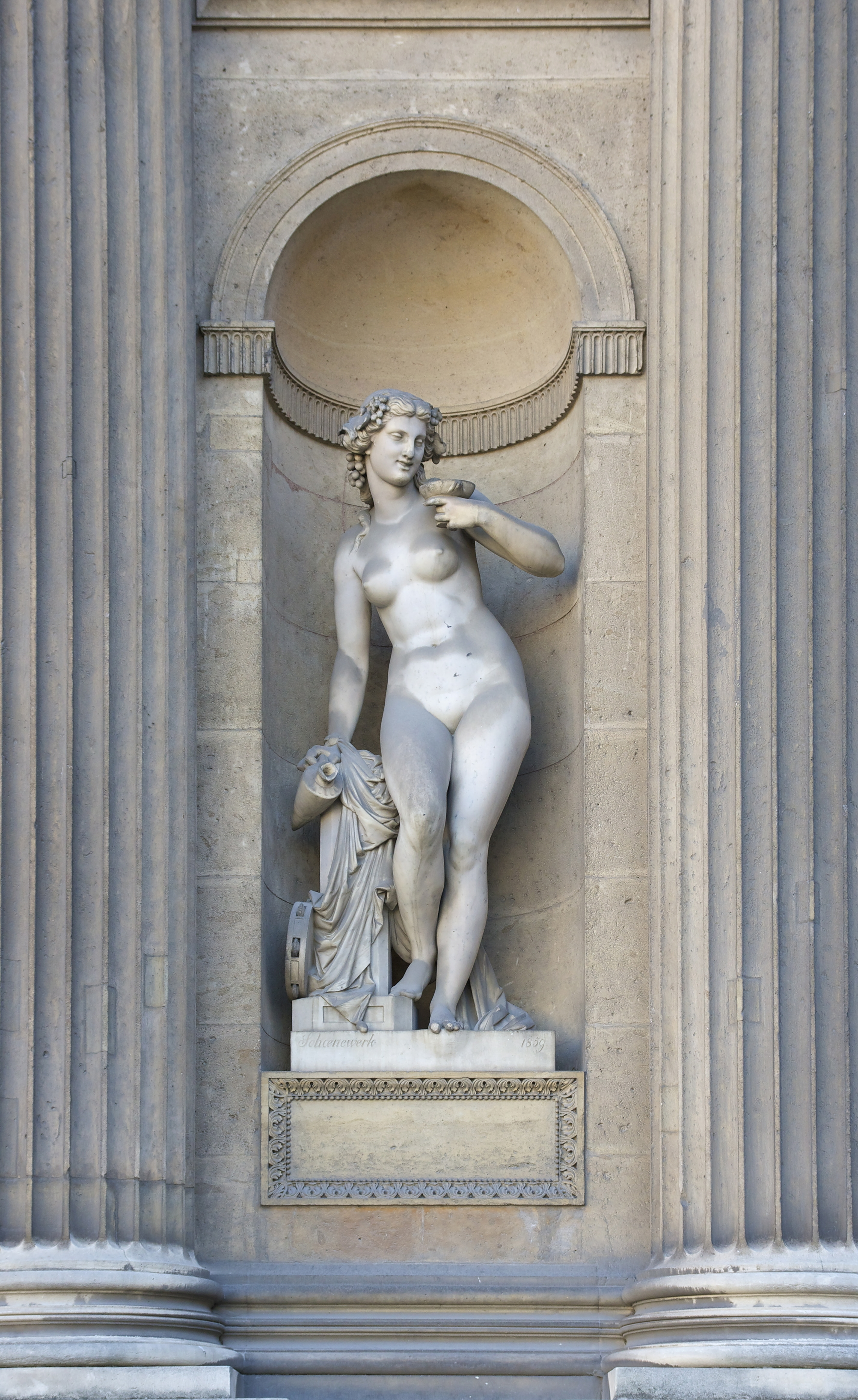
Вакханка. Лувр (дворовый фасад).
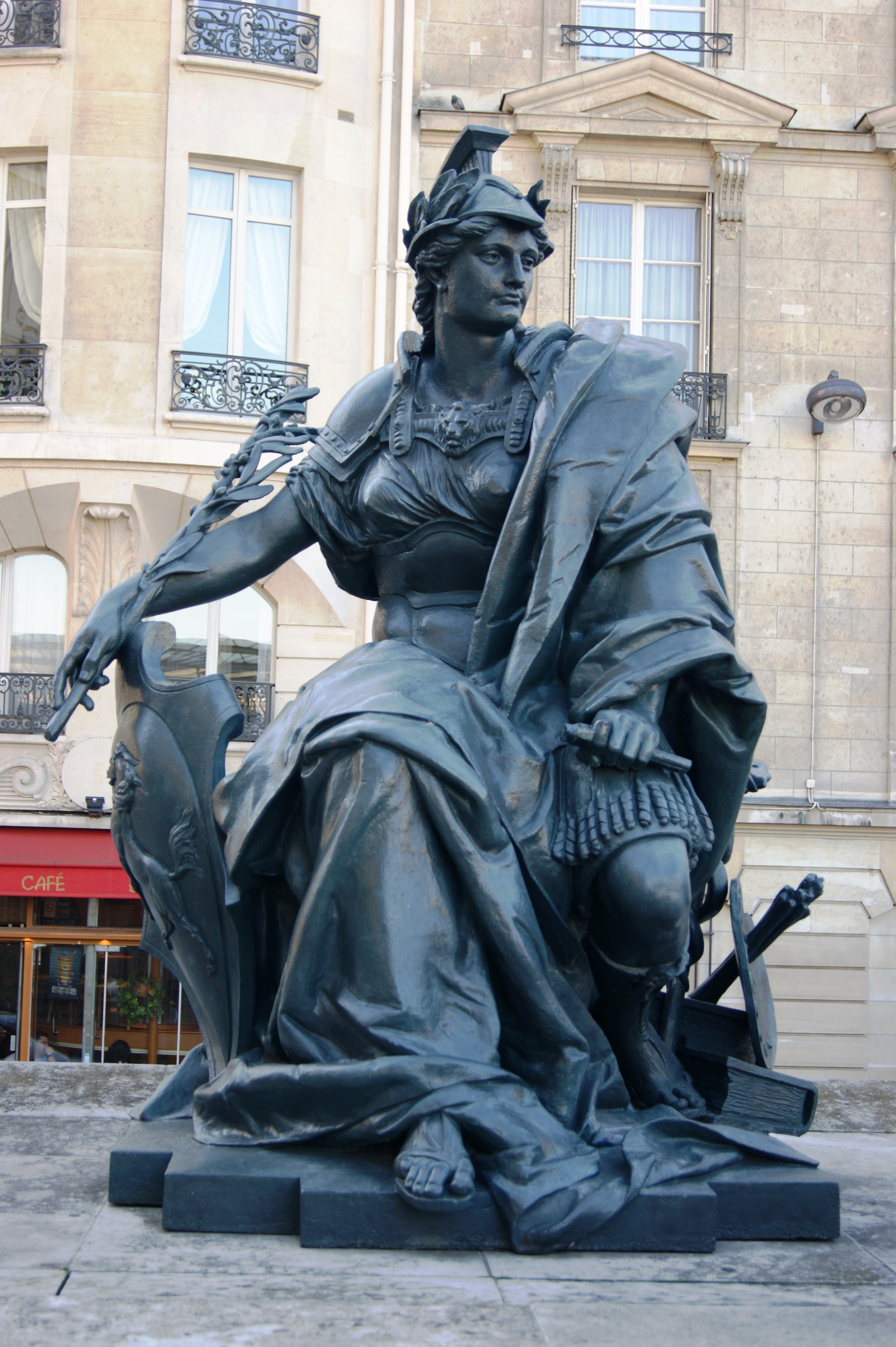
Аллегория Европы. Музей Орсе.